# Gerbillus cosensi
Gerbillus cosensi és una espècie de mamífer rosegador de la família dels múrids. Viu al nord-oest de Kenya i el nord-est d'Uganda, particularment al voltant del llac Turkana. El seu hàbitat natural són els semideserts. Es creu que no hi ha cap amenaça significativa per a la supervivència d'aquesta espècie, tot i que el seu medi s'està degradant.
L'espècie fou anomenada en honor del militar G. P. L. Cosens.

## Ecoregió
L'hàbitat de G. cosensi està inclòs en l'ecoregió Boscs septentrionals d'arbusts i matolls d'Acacia-Commiphora.